# 大塚万吉
大塚 万吉（おおつか まんきち、1949年 - ）は、在日韓国人二世の実業家あるいは投資家。本名：趙 万吉（조만길、チョ・マンギル）

## 経歴・人物
1980年台後半、韓国の僧侶朴三中と共に、無期懲役で服役していた金嬉老の釈放運動を始める。
親のいない子供の施設に、寄付・援助を継続している。
韓国法務長官賞を受賞し、国際赤十字から賞を受賞。
ボランティア活動で100を超える賞を受賞。
オウム真理教幹部の青山吉伸などのテレビ出演のほとんどを、マスコミ側の立場として、一時期仕切っており、同教団東京総本部を家宅捜索した捜査関係者は、各テレビ局から送られてくる出演依頼書の紹介者欄のほとんどに大塚万吉の名前が書かれているのを見て仰天したという。
1989年10月のTBSビデオ問題を取材する関係者は「TBSの元プロデューサーである吉永春子（報道番組の制作プロダクション『現代センター』社長）は大塚万吉と親しく、そのルートやロシア取材での接触などを通じて、TBSは地下鉄サリン事件以前から早川紀代秀などオウム幹部と交渉があった。そこから、村井秀夫刺殺事件の時の徐裕行の追跡撮影や逮捕直前の早川独占インタビュー、オウム裏部隊の潜入取材など、他のメディアがまったく手の出なかった“スクープ”が生まれた」との疑惑を一様に口にする、と指摘された。
2003年に消費者金融会社武富士に内部資料を1億円で買い取らせようと恐喝未遂事件を起こして逮捕され、裁判で懲役1年8カ月の実刑判決が2004年に確定している。 （ジャーナリスト宅盗聴事件参照）
2009年6月に、住宅設備機器製造販売会社INAXの社員が暴力団に資金提供しているとの虚偽の文書を取引先十数社に郵送したとして、2010年4月13日に信用毀損の疑いで逮捕される。
信用毀損では処分保留となるも、同社の下請け会社の役員らを中傷する文書を2010年1月16日ごろ60数か所に郵送したとして、2010年5月4日名誉毀損で三重県警察本部により再逮捕され、5月25日津地方検察庁により起訴された。
しかし後に告訴は取り下げられ、7月27日に容疑者全員の不起訴が発表された。

## 著作

### 翻訳
- 運命に流されて 朴三中著 国書刊行会 1991年 ISBN 978-4-336-03245-4